# Straža (miasto Loznica)
Straža (cyr. Стража) – wieś w Serbii, w okręgu maczwańskim, w mieście Loznica. W 2011 roku liczyła 896 mieszkańców.